# 몽골의 인도 침공
몽골의 인도 침공은 몽골 제국이 1221년부터 1327년까지 인도 아대륙에 감행한 일련의 침공들을 말하는 것으로, 이 중 대다수의 침공이 몽골계 카라우나족에 의해 이루어졌다. 몽골은 수십 년 동안 아대륙의 일부를 점령했다. 몽골군이 인도 내륙으로 진격하여 델리 외곽에 도달하자 인도의 델리 술탄국은 몽골군에 대항하여 군사 작전을 벌였고, 몽골군은 심각한 패배를 겪었다.
델리 술탄국의 관리들은 몽골과의 전쟁을 술탄의 주요 임무 중 하나로 여겼다. 술탄국의 연대기 작가들은 이교도인 몽골과 단일 이슬람 공동체 사이의 갈등을 이분법적으로 묘사했지만, 델리 술탄국은 북쪽과 남쪽에 이교도들로 둘러싸인 이슬람 문명의 섬이었기 때문에 많은 술탄국의 엘리트와 군주들이 투르크/몽골 민족이거나 이전에 그들의 무장 부대에서 복무한 적이 있다는 사실을 무시했다.